# Liste der Naturdenkmale in Eberswalde
Die Liste der Naturdenkmale in Eberswalde nennt die Naturdenkmale in der Stadt Eberswalde im Landkreis Barnim in Brandenburg (Stand Juli 2009).
In den Spalten befinden sich folgende Informationen:
- Nr.: Identifizierungsnummer nach veröffentlichter Liste. Sie wird von der unteren Naturschutzbehörde des Landkreises oder der kreisfreien Stadt vergeben. Wenn sie bekannt ist, wird sie angegeben. In dieser Spalte kann sich zusätzlich das Wort Wikidata befinden, der entsprechende Link führt zu Angaben zu diesem Naturdenkmal bei Wikidata.
- Bezeichnung: Benennung des Naturdenkmals, in der Regel wird bei Bäume die Baumart genannt. Bekannte Eigennamen werden mit angegeben.
- Gemarkung: Ort oder Gemarkung, in der sich das Naturdenkmal befindet
- Lage: Nennt die Lage des Naturdenkmals im jeweiligen Ortsteil und die geografischen Koordinaten des Naturdenkmals. Link zu einem Kartenansichtstool, um Koordinaten zu setzen. In der Kartenansicht sind Naturdenkmale ohne Koordinaten mit einem roten beziehungsweise orangen Marker dargestellt und können in der Karte gesetzt werden. Denkmale ohne Bild sind mit einem blauen bzw. roten Marker gekennzeichnet, Denkmale mit Bild mit einem grünen beziehungsweise orangen Marker.
- Beschreibung: die Beschreibung des Naturdenkmales
- Schutzzweck: Erläutert den Grund der Unterschutzstellung
- Bild: Zeigt ein Bild des Naturdenkmales und gegebenenfalls ein Link zu weiteren Fotos im Medienarchiv Wikimedia Commons

## Bäume
| Bild                                    | Bezeichnung                      | Lage | Beschreibung                                                                      | Schutzzweck                                                       | Nummer |
| --------------------------------------- | -------------------------------- | --- | --------------------------------------------------------------------------------- | ----------------------------------------------------------------- | ------ |
| BW                                      | Ginkgo                           | Eberswalde, am Gebäude Gebäude der Hochschule für nachhaltige Entwicklung Eberswalde (ehemals Deutsches Entomologisches Institut ), Schicklerstraße („rotes Gebäude“) (52° 49′ 57,7″ N, 13° 49′ 2,2″ O) | - Höhe: 17,00 m - Umfang: 1,13 m - Kronendurchmesser: 5 m                         | Seltenheit, wissenschaftliche Bedeutung                           | 052-01 |
| Fotos hochladen                         | Winter-Linde „Wunderlinde“       | Eberswalde, im Vorgarten Schicklerstraße 26 (52° 49′ 55,1″ N, 13° 48′ 50,9″ O) | - Alter: ca. 250 Jahre - Höhe: 23,50 m - Umfang: 3,51 m - Kronendurchmesser: 18 m | Eigenart, landeskundliche Bedeutung                               | 052-02 |
| BW                                      | Schwarz-Erle                     | Eberswalde, Brunnenstraße Ecke Weinbergstraße am Ufer der Schwärze (52° 49′ 48,8″ N, 13° 48′ 44,6″ O)                                                                                                   | - Höhe: 22,00 m - Umfang: 2,90 m - Kronendurchmesser: 10 m                        | Eigenart                                                          | 052-03 |
| BW                                      | Stiel-Eiche „Luthereiche“        | Eberswalde, oberhalb der Schillertreppe (52° 49′ 40,6″ N, 13° 49′ 7,5″ O) | - Alter: ca. 120 Jahre - Höhe: 20,00 m - Umfang: 3,85 m - Kronendurchmesser: 27 m | Schönheit, landeskundliche Bedeutung                              | 052-04 |
| BW                                      | Trauben-Eiche „Hardenberg-Eiche“ | Eberswalde, frei in der Hardenbergstraße (52° 49′ 41,7″ N, 13° 49′ 16,8″ O) | - Höhe: 15,00 m - Umfang: 4,06 m - Kronendurchmesser: 15 m                        | Schönheit, landeskundliche Bedeutung, wissenschaftliche Bedeutung | 052-05 |
| BW                                      | Stiel-Eiche                      | Eberswalde, hinter den Gärten der Forsthäuser am Schwappachweg gegenüber dem Forstbotanischen Garten, unmittelbar neben dem Riewendt-Gedenkstein („Pfeils Garten“) (52° 49′ 25,5″ N, 13° 47′ 59″ O)     | - Höhe: 35,00 m - Umfang: 4,00 m - Kronendurchmesser: 23 m                        | landeskundliche Bedeutung, Eigenart                               | 052-08 |
| Direkt Bild zu diesem Denkmal hochladen | Riesen-Lebensbaum                | Eberswalde, hinter den Gärten der Forsthäuser am Schwappachweg gegenüber dem Forstbotanischen Garten, in Pfeils Garten, 10 m nördlich von 052-10 ()                                                     | - Höhe: 35,00 m - Umfang: 2,95 m - Kronendurchmesser: 8 m                         | Seltenheit, landeskundliche Bedeutung, Eigenart                   | 052-09 |
| Direkt Bild zu diesem Denkmal hochladen | Weymouth-Kiefer                  | Eberswalde, hinter den Gärten der Forsthäuser am Schwappachweg gegenüber dem Forstbotanischen Garten, im Zentrum von „Pfeils Garten“, nahe dem Wall der ehemaligen Schießbahn ()                        | - Umfang: 3,10 m - Kronendurchmesser: 11 m                                        | Eigenart, Seltenheit                                              | 052-10 |
| Direkt Bild zu diesem Denkmal hochladen | Sumpfzypresse                    | Eberswalde, Hof Hochschule Eberswalde, Schicklerstraße () | - Höhe: 22,00 m - Umfang: 2,00–2,27 m - Kronendurchmesser: 14 m                   | Eigenart, Seltenheit, Schönheit                                   | 052-11 |
| Weitere Bilder Fotos hochladen          | Schwarz-Erle „Erlkönigs Thron“   | Finow, Nordufer des Finowkanals, ca. 150 m westlich der Wolfswinkler Schleuse (52° 50′ 34,1″ N, 13° 45′ 19,5″ O)                                                                                        | - Höhe: 22,00 m - Umfang: 4,15 m - Kronendurchmesser: 18 m                        | Eigenart, Seltenheit                                              | 052-12 |
| BW                                      | Rot-Buche                        | Eberswalde, ca. 15 m südlich der Britzer Brücke, nahe der Einmündung des Kupferhammerweges auf die Boldtstraße/Britzer Straße (52° 50′ 23,8″ N, 13° 47′ 13,2″ O)                                        | - Höhe: 25,00 m - Umfang: 3,75 m - Kronendurchmesser: 28 m                        | Eigenart, Schönheit                                               | 052-13 |
| BW                                      | Blut-Buche                       | Eberswalde, August-Bebel-Straße/Brunnenstraße (52° 49′ 45″ N, 13° 48′ 39,9″ O) | - Höhe: 21,00 m - Umfang: 3,05 m - Kronendurchmesser: 20 m                        | Schönheit                                                         | 052-14 |
| Direkt Bild zu diesem Denkmal hochladen | Schlitzblättrige Rot-Buche       | Finow, im Garten der Papierfabrik, 50 m nordwestlich vom Verwaltungsgebäude (alte Villa) () | - Höhe: 15,00 m - Umfang: 2,35 m - Kronendurchmesser: 8 m                         | Seltenheit, wissenschaftliche Bedeutung                           | 052-15 |
| BW                                      | Winter-Linde                     | Finow, nördlich vom Finowkanal, 20 m hinter der Hubbrücke, im Garten der „Villa Motz“ (52° 50′ 31,8″ N, 13° 46′ 0,4″ O)                                                                                 | - Höhe: 26,00 m - Umfang: 5,32 m - Kronendurchmesser: 21 m                        | Eigenart                                                          | 052-16 |
| Direkt Bild zu diesem Denkmal hochladen | Rot-Buche                        | Finow, Park Papierfabrik () | - Höhe: 27,00 m - Umfang: 5,14 m - Kronendurchmesser: 23 m                        | Schönheit, Eigenart                                               | 052-17 |
| Direkt Bild zu diesem Denkmal hochladen | Trauben-Eiche                    | Finow, Nähe O-Busbahnhof, in Kleingartenanlage () | - Höhe: 27,00 m - Umfang: 5,67 m - Kronendurchmesser: 30 m                        | Schönheit, Eigenart                                               | 052-18 |
| BW                                      | Flatter-Ulme                     | Finow, Ecke Eberswalder Straße (B 167)/Spechthausener Straße (52° 50′ 24″ N, 13° 46′ 3,4″ O) | - Höhe: 22,00 m - Umfang: 2,64–3,03 m - Kronendurchmesser: 22 m                   | Seltenheit, Eigenart                                              | 052-19 |
| Direkt Bild zu diesem Denkmal hochladen | Berg-Ulme                        | Finow, LaGa-Gelände, Ostgiebel der alten Hufnagelfabrik (Stadthalle) () | - Höhe: 23,00 m - Umfang: 2,70 m - Kronendurchmesser: 15 m                        | Seltenheit                                                        | 052-20 |
| Direkt Bild zu diesem Denkmal hochladen | Efeu-Bestand                     | Finow, nördlich der Heegermühler Schleuse, zwischen Schleuse und Mühlengraben () |                                                                                   | Eigenart, wissenschaftliche Bedeutung, Seltenheit                 | 052-21 |
| Fotos hochladen                         | Flatter-Ulme „Alte Rüster“       | Sommerfelde, an der B 167, Höhe Friedhof, vor der ehem. Gaststätte „Zur alten Rüster“ (52° 49′ 25,7″ N, 13° 52′ 3,7″ O)                                                                                 | - Höhe: 13,50 m - Umfang: 5,37 m - Kronendurchmesser: 14 m                        | Eigenart, Schönheit, Seltenheit, landeskundliche Bedeutung        | 052-22 |

## Geotope
| Bild                           | Bezeichnung             | Lage                                                                                                   | Beschreibung               | Schutzzweck                             | Nummer |
| ------------------------------ | ----------------------- | --- | -------------------------- | --------------------------------------- | ------ |
| Weitere Bilder Fotos hochladen | geologischer Aufschluss | Eberswalde, ehemalige Tongrube, nördlich des Ortsteiles Macherslust (52° 50′ 50,9″ N, 13° 50′ 18,9″ O) | Aufschluss mit Bändertonen | Zeugnis der Ton-Gewinnung zu Bauzwecken | 052-23 |

## Findlinge
| Bild                                    | Bezeichnung | Lage | Beschreibung                                                      | Schutzzweck | Nummer |
| --------------------------------------- | ----------- | --- | ----------------------------------------------------------------- | ----------- | ------ |
| Direkt Bild zu diesem Denkmal hochladen | Gneis       | Eberswalde, Gelände der Fachhochschule Eberswalde, Alfred-Möller-Straße ()                                                           | Höhe 1,40 m; Länge 2,25 m; Breite 1,75 m; Umfang 6,50; Masse 7,60 |             | 052-24 |
| BW                                      | Gneis       | Eberswalde, Georg-Herwegh-Straße 14, Pflegeheim „Drachenkopf“ auf dem Hof, unter einer großen Linde (52° 49′ 43″ N, 13° 49′ 15,6″ O) | Höhe 1,60 m; Breite 1,76 m; Umfang 4,65; Masse 1,75               |             | 052-25 |